# Козлов Анатолій Васильович
Анатолій Васильович Козлов (29 липня 1938, м. Добропілля, Донецької області, УРСР — 30 жовтня 2014, м. Кривий Ріг, Дніпропетровської області, Україна) — український літературознавець, доктор філологічних наук, професор, педагог. Досліджував проблеми еволюції жанрів української драматургії, духовності й ментальності українських художніх творів, особливості психопоетики, вивчав різні аспекти українознавства. Керівник наукової школи з проблем літературознавчого аналізу художнього твору та керівник науково-дослідної лабораторії «Духовність літератури» у Криворізькому державному педагогічному університеті 

## Біографія
Анатолій Васильович Козлов народився 29 липня 1938 року в м. Добропілля, Донецької області. 1948–1958 роках навчався в Манвелівській середній загальноосвітній школі Васильківського району Дніпропетровської області.
1961–1966 – навчання на філологічному факультеті Запорізького державного педагогічного інституту. Отримав диплом за спеціальністю «Учитель української мови, літератури та німецької мови»
1964–1972 – викладав німецьку мову в загальноосвітніх сільських школах  Миколаївської області.
1972–1976 – викладач, старший викладач підготовчого відділення Криворізького державного педагогічного інституту.
1976– 1977 – завідувач підготовчого відділення КДПІ.
1979–1982 – старший викладач, доцент кафедри російської та української мов.
1982–1983 – доцент, в. о. завідувача кафедри російської, української та зарубіжної літератур.
1983–1984 – декан факультету підготовки вчителів початкових класів.
1984–1986 – доцент кафедри російської, української та зарубіжної літератур.
1986–1996 – завідувач кафедри української літератури.
1997–2000 – професор кафедри української літератури Криворізького державного педагогічного університету.
2000–2001 – проректор з виховної роботи КДПУ.
2001–2005 – завідувач кафедри української літератури.
2005–2008 – професор кафедри української та світової літератур.
2008–2011 – завідувач кафедри німецької мови та літератури з методикою викладання.
2010–2014 – професор кафедри української та світової літератур.
30 жовтня 2014 року Анатолій Васильович Козлов помер у м. Кривий Ріг.

## Наукова діяльність
1978–1979 – навчання в аспірантурі Дніпропетровського державного університету.
1981 – захист дисертації «Категорії трагічного, драматичного і комічного в українській радянській драматургії 20-х років» у спеціалізованій вченій раді Інституту літератури імені Тараса Шевченка Академії наук Української РСР за спеціальністю 10.01.01 – українська література.   
1984 – присвоєно вчене звання доцента кафедри російської, української та зарубіжної літератур.
1991–2014 – керівник науково-дослідної лабораторії «Духовність літератури» у Криворізькому державному педагогічному інституті/університеті.
1993 – захист дисертації «Еволюція жанрів української класичної драматургії» у спеціалізованій вченій раді Київського державного університету імені Тараса Шевченка на здобуття наукового ступеня доктора філологічних наук за спеціальністю 10.01.06 – теорія літератури.
2000 – отримав наукове звання професора кафедри української літератури.

## Публікації
Наукова спадщина професора А. В. Козлова налічує понад 200 наукових і науково-методичних праць, серед них монографічні дослідження, підручники, навчальні й навчально-методичні посібники, наукові статті, написані одноосібно й у співавторстві 
Професор А. В. Козлов був редактором наукових видань «Література. Фольклор. Проблеми поетики», «Придніпровський науковий вісник», «Українознавство», «Педагогіка вищої та середньої школи»; головним редактором збірника наукових праць «Літератури світу: поетика, ментальність і духовність»

### Книги
- Козлов А. В., Козлов Р. А. Азбука літературознавства : навч.-метод. посібник. – Кривий Ріг, 2001. – 200 с.
- Козлов А. Духовність як літературознавча категорія : монографія. – Київ : Акцент, 2005. – 272 с.
- Козлов А. В., Козлов Р. А. Зародження і розвиток української драматургії : книга для вчителя. – Київ : Освіта, 1998. – 132 с.
- Козлов А. В., Ковпік С. І.  Методика викладання українознавства в школі : навч. посібник. – Київ : Твім Інтер, 2010. – 115 с.
- Козлов А. В., Козлов Р. А., Ковпік С. І.  Писемність давньої України (до ХІХ ст.) : навч. посібник. – Київ : Твім Інтер, 2010. – 200 с.
- Козлов А. В., Кононенко П. П., Ковпік С. І. Українознавство в старшій школі : навч.-метод. посіб. для вчителів. – Київ : Акцент, 2007. – 196 с.
- Козлов А. В. Українська дожовтнева драматургія. Еволюція жанрів : навч. посібник. – Київ : Вища школа, 1991. – 200 с.
- Козлов А. В. (авт.-упоряд.) Українські письменники ХХ століття : хрестоматія з української літератури для старших класів : у 2 ч. Ч. 1. – Дніпропетровськ, 2010. – 622 с.
- Козлов А. В. (авт.-упоряд.) Українські письменники ХХ століття : хрестоматія з української літератури для старших класів : у 2 ч. Ч. 2. – Дніпропетровськ, 2010. – 782 с.
- Козлов А. В., Козлов Р. А., Ковпік С. І. Українці у світі : навч.-метод. комплекс зі спецкурсу «Українці у світі» (для студентів-філологів) – Кривий Ріг : Видавничий дім, 2011. – 92 с.
- Козлов А. Вірші – Кривий Ріг : Видавець Роман Козлов, 2018. – 96 с

## Відзнаки й нагороди
1980 – Грамота Міністерства освіти Української РСР
1981 – Орден Дружби народів
1986 – Грамота Міністерства освіти Української РСР
1989 – Почесна грамота Дніпропетровської обласної ради
1995 – Почесна грамота Дніпропетровського обласного комітету Профспілки працівників освіти і науки України
1998 – Відмінник освіти України
1999 – Грамота Міністерства освіти і науки України
2005 – Грамота виконкому Криворізької міської ради

## Біобліографія
Анатолій Васильович Козлов – український учений-літературознавець і педагог-новатор (до 85-річного ювілею доктора філологічних наук, професора Криворізького державного педагогічного інституту / університету) : біобібліографічний покажчик / Бібліотека Криворізького державного педагогічного університету ; упоряд. і бібліогр. ред. О. А. Дікунова ; за заг. ред. О. М. Кравченко. – Кривий Ріг, 2023. – 85 с. (Серія «Пам’яті професорів Криворізького педагогічного». Вип. 7). 
Література як людинознавство : зб. наук. праць на пошану доктора філологічних наук, професора Анатолія Васильовича Козлова з нагоди його сімдесятип’ятиліття / ред.-упоряд.: Т. І. Вірченко, Р. А. Козлов. – Кривий Ріг : Видавець Роман Козлов, 2013. – 370 с.